# Доннибрук
Доннибрук (англ. Donnybrook; ирл. Domhnach Broc) — городской район Дублина в Ирландии, находится в административном графстве Дублин (провинция Ленстер).